# آونگ خاطره‌های ما
آونگ خاطره‌های ما کتابی است در ۲۰۸ صفحه شامل سه نمایشنامه به نام‌های آونگ خاطره‌های ما، دلی بای و آهو، و ورگ. این کتاب را عباس معروفی، نویسنده اهل سنگسر (مهدیشهر) به رشته تحریر درآورده‌است. ماجرای نمایشنامه ورگ در ایل سنگسر، می‌گذرد. ایلی که معروفی نیز از میان آن برخاسته‌است.

عباس معروفی در پیشگفتار نمایشنامه ورگ، به موضوع نمایش و محیط زندگی عشایر ایل سنگسر اشاره می کند. او می نویسد: 
 موضوع نمایشنامه تنها یک جنایت و مکافات نیست، بلکه بحث بر سر جابجایی قدرت در عشایر است؛ جابجایی و نه تفییذ. در عشایر سنگسر تفییذ قدرت بر اساس سنن و اصول خاصی استوار است. یک مرد هنگامی که پسرش به توانایی و تجربه و پشتکار کافی رسید، در طول سالیان تکه تکه قدرت را واگذار می کند تا جایی که در نهایت با احساس آرامش فقط نظاره گر ادامه کارها و زندگی خویش در وجود پسر می شود. این یک آیین است.
معروفی با بیان تصویری ادامه می دهد: 
 یک مرد همیشه نقش پیشاهنگ گله را دارد که باید گله ها را از گردنه ها و صخره ها یا بهتر بگویم، باید از آب و آتش بگذراند. این بز (پاجنگ) سالها عهده دار چنین نقشی است. اما با رسیدن روزهای پیری، بزهای جوانتر را نزدیک خود می بیند که در کنارش راه می آموزند و از آنان همیشه یکی هوشیارتر است. روزها و سالها می گذرند تا اینکه پاجنگ احساس خستگی و ناتوانی می کند، دیگر نمی‌تواند گله را هدایت کند، با موهای خاکستری، شاخ بلند و چشمانی فرسوده بر بلندترین قله کوهی که گله در نزدیکی آن به چرا مشغول است می ایستد، به اطراف می نگرد و شاید به این فکر می کند که در گذشته، در تمامی این کوره راهها، تخته سنگ ها و صخره ها گله را به پیش می برده، از رودها می گذرانده و در تاریک روشن هر صبح حرکت آغاز می کرده است. آنگاه چشم فرو می بندد و در صخره ها فرو می غلتد.
عباس معروفی در مقدمه کتاب آورده‌است:
 نمایشنامه "آونگ خاطره های ما" سالها پیش در ایران برای چاپ آماده شد اما توفیق انتشار نیافت. و نیز در سال ۱۳۷۴ قرار بود کارگردان خوب تئاتر، حسین عاطفی آن را اجرا کند که پس از چهارماه تمرین همراه با جمال اجلالی، توفیقی به دست نیاورد. ابتدا نام اصلی اثر، ...و خدا گاو را آفرید، به اجبار تغییر یافت و سپس اجرای آن منع شد. سالها طول کشید و بر همه ما ماجراها گذشت که وصفش طولانی است. بگذریم.

## بخش های کتاب
- آوهنگ خاطره‌های ما
- دلی بای و آهو
- ورگ